# Showdown (singolo Electric Light Orchestra)
Showdown è un singolo del gruppo musicale britannico Electric Light Orchestra, pubblicato nel 1973 ed estratto dalla versione statunitense dell'album On the Third Day.
Il brano è stato scritto e prodotto da Jeff Lynne.

## Tracce
- 7"

1. Showdown
2. In Old England Town (Instrumental)